# بادن چاپپی
بادن چاپپی (انگلیسی: Baeden Choppy؛ زادهٔ ۱۴ april ۱۹۷۶ (۴۸ سال)) ورزشکار هاکی روی چمن اهل استرالیا است.
وی در مسابقات کشوری و بین‌المللی در مجموع برندهٔ ۱ مدال نقره، ۱ مدال برنز شده‌است.